# Кубок Казахстану з футболу 2001
Кубок Казахстану з футболу 2001 — 10-й розіграш кубкового футбольного турніру в Казахстані. Переможцем вчетверте став Кайрат.

## Календар
| Раунд        | Дата                       | Матчі | Клуби   |
| ------------ | -------------------------- | ----- | ------- |
| Перший раунд | 5/13 травня 2001           | 2     | 17 → 16 |
| 1/8 фіналу   | 22/26 травня 2001          | 16    | 16 → 8  |
| 1/4 фіналу   | 27 жовтня/1 листопада 2001 | 8     | 8 → 4   |
| 1/2 фіналу   | 6/11 листопада 2001        | 4     | 4 → 2   |
| Фінал        | 17 листопада 2001          | 1     | 2 → 1   |

## Перший раунд
| Команда 1        | Заг. | Команда 2 | 1-й матч | 2-й матч |
| ---------------- | ---- | --------- | -------- | -------- |
| 5/13 травня 2001 |      |           |          |          |
| Актобе-Ленто     | 1:3  | Атирау    | 1:1      | 0:2      |

## 1/8 фіналу
| Команда 1         | Заг. | Команда 2           | 1-й матч | 2-й матч |
| ----------------- | ---- | ------------------- | -------- | -------- |
| 22/26 травня 2001 |      |                     |          |          |
| Восток Алтин      | 1:3  | Атирау              | 1:1      | 0:2      |
| Достик            | 4:6  | Єсіль-Богатир       | 3:0      | 1:6      |
| Женіс-Астана      | 2:1  | Шахтар Іспат-Кармет | 1:1      | 1:0      |
| Екібастузець      | 1:3  | Єсіль               | 1:0      | 0:3      |
| Тараз             | 1:3  | Кайрат              | 1:2      | 0:1      |
| Кайсар            | 4:2  | Мангистау           | 3:0      | 1:2      |
| Єлимай            | 3:4  | Тобол               | 3:1      | 0:3      |
| Жетису            | -:+  | Іртиш               | -:+      | -:+      |

## 1/4 фіналу
| Команда 1                  | Заг. | Команда 2     | 1-й матч | 2-й матч |
| -------------------------- | ---- | ------------- | -------- | -------- |
| 27 жовтня/1 листопада 2001 |      |               |          |          |
| Кайсар                     | 1:5  | Атирау        | 1:1      | 0:4      |
| Тобол                      | 5:3  | Єсіль-Богатир | 3:1      | 2:2      |
| Женіс-Астана               | 4:3  | Єсіль         | 3:1      | 1:2      |
| Іртиш                      | 1:2  | Кайрат        | 0:0      | 1:2      |

## 1/2 фіналу
| Команда 1           | Заг. | Команда 2 | 1-й матч | 2-й матч |
| ------------------- | ---- | --------- | -------- | -------- |
| 6/11 листопада 2001 |      |           |          |          |
| Кайрат              | 2:0  | Атирау    | 1:0      | 1:0      |
| Женіс-Астана        | 4:1  | Тобол     | 3:1      | 1:0      |

## Фінал
| 17 листопада 2001 |

| Женіс-Астана | 1:3      | Кайрат                            |
| ------------ | -------- | --------------------------------- |
| Аксьонов 31' | Протокол | Алієв 45' Булешев 52' Агабаєв 75' |

| Центральний стадіон, Алма-Ата Глядачів: 10 000 Арбітр: Олександр Борисов |